# Cupolărotondă pentagonală giroalungită
În geometrie cupolarotonda pentagonală giroalungită este un poliedru convex construit prin giroalungirea unei ortocupolerotonde pentagonale (J32) sau a unei girocupolerotonde pentagonale, (J33) prin inserarea unei antiprisme decagonale între cele două jumătăți. Este poliedrul Johnson J47.
Cupolarotondă pentagonală giroalungită este unul dintre cele cinci poliedre Johnson care sunt chirale, ceea ce înseamnă că au o formă „pe stânga” și una „pe dreapta”. În imaginea din dreapta, fiecare față pentagonală din jumătatea inferioară a figurii este conectată printr-o cale de două fețe triunghiulare de o față pătrată deasupra ei și la stânga. În figura cu chiralitate opusă (imaginea în oglindă a figurii ilustrate), fiecare pentagon de jos ar fi conectat la o față pătrată de deasupra ei și la dreapta. Cele două forme chirale ale lui J47 nu sunt considerate poliedre Johnson diferite.

## Mărimi asociate
Următoarele formule pentru arie, A și volum, V sunt stabilite pentru lungimea laturilor tuturor poligoanelor (care sunt regulate) a:
Aria este suma ariei ortocupoleirotonde pentagonale plus aria celor 20 triunghiuri ale antiprismei decagonale:
{\displaystyle A=A_{J32}+20A_{\{3\}}={\frac {1}{4}}\left(20+35{\sqrt {3}}+7{\sqrt {25+10{\sqrt {5}}}}\right)a^{2}\approx 32,198786~a^{2},}
Volumul este suma volumelor ortocupoleirotonde pentagonale plus a antiprismei decagonale:
{\displaystyle V=V_{J32}+V_{s\{2,20\}}={\frac {5}{12}}\left(11+5{\sqrt {5}}+2{\sqrt {2\left({\sqrt {650+290{\sqrt {5}}}}-{\sqrt {5}}-1\right)}}\;\right)a^{3}\approx 15,991096~a^{3}.}